# نیترید روی
نیترید روی (به انگلیسی: Zinc nitride) با فرمول شیمیایی Zn۳N۲ یک ترکیب شیمیایی است. که جرم مولی آن 244.15 g/mol می‌باشد. شکل ظاهری این ترکیب، پودر خاکستری است.